# Comune di Hanstholm
Il comune di Hanstholm era un comune danese situato contea di Viborg. Capoluogo era la cittadina omonima.
Con la riforma amministrativa entrata in vigore il 1º gennaio del 2007 il comune è stato soppresso. Il territorio comunale è stato accorpato ai comuni di Thisted e Sydthy per dare luogo al neo-costituito comune di Thisted.
Il comune aveva una popolazione di 5 786 abitanti (2005) e una superficie di 216 km².